# Chiesa di Santa Maria a Marciola
La chiesa di Santa Maria si trova a Marciola nel comune di Scandicci.
Risalente al XIV secolo, ha un aspetto determinato dagli interventi di gusto neoromanico, a cui si riconducono anche varie decorazioni robbiane.
All'interno si conserva un'interessante "Assunzione", grande tela di Piero Dandini (XVII secolo), caratterizzata dall'iconografia singolare e dalla composizione figurativa ricca di significati. Le figure sono infatti disposte in un movimento ascensionale, sottolineato dagli sguardi, che vede alla sommità le tre persone della Trinità; in basso, invece, è raffigurato il mondo, con l'Italia in primo piano, per il quale la Vergine intercede. Tale dipinto era custodito nella chiesetta della ex-città di Torri. Verso fine anni '50, inizio anni '60, in questa chiesa veniva celebrata la S.Messa almeno una volta al mese dal parroco della chiesa di S.Maria a Marciola. Più volte questo parroco fece presente lo stato di abbandono della chiesetta di Torri alle autorità religiose competenti, al che ne fu autorizzato il trasferimento nella chiesa di Marciola. Tutto questo fu fatto onde evitarne il furto che probabilmente non fu risparmiato al coro ligneo che si trovava ai lati della porta d'ingresso della chiesetta di Torri.